# Nældeklokke
Nældeklokke (Campanula trachelium), ofte skrevet nælde-klokke, er en art af Klokke-slægten, som er hjemmehørende i Danmark og England, og nu naturaliseret i det sydøstlige Irland. Den er også fundet sydpå gennem det meste af Europa og Afrika.

## Beskrivelse
Nældeklokke er en flerårig staude med mælkesaft, som har en eller flere uforgrenede, stivhårede og skarpkantede, rødlige stængler. Bladene er placeret spredt op ad stilkene. De nedre blade er lange og ovale med en hjerteformet base. De øverste blade er lancetformede med tandede ender. Blomstringen foregår i juli-august, hvor man finder blomsterne nikkende 1-3 sammen i små, oprette stande, der er endestillede eller udgår fra bladhjørnerne. Hver blomst er 5-tallig og regelmæssige med sammenvoksede, violette (eller lejlighedsvis hvide) kronblade. Frugterne er kapsler med mange små frø.
Rodsystemet består af en tyk, næsten lodret jordstængel og talrige, trævlede rødder.
Planten opnår en højde på ca. 75 cm og en diameter mellem de yderste blade på ca. 30 cm.

## Hjemsted
Nældeklokke hører naturligt hjemme i Nordafrika, Mellemøsten, Kaukasus, Europa, Sibirien og Nordamerika. I Danmark findes arten på næringsrig jord i den østlige del af landet, mens den er sjælden vestpå. Arten er knyttet til let skyggede voksesteder med fugtig, kalk- og næringsrig jord.
I Steigerwald, der ligger i 330-360 m højde nær Bad Windsheim i det nordøstlige Bayern, vokser arten i højstaudesamfund (Galio-Carpinetum) under eg og aksrapunsel, almindelig avnbøg sammen med bl.a. firblad, fjerbregne, guldnælde, hasselurt, alm. mangeløv, miliegræs, vedbend, bakkestilkaks, blågrøn star, hvidplettet lungeurt, høsttidløs, knoldet brunrod, korbær, krybende læbeløs, lægegaltetand, plettet arum, skovhullæbe, skovsnerre, skovstar, skovstilkaks, skovviol, skvalderkål, skyggestar, stor blåtop, stor fladstjerne og stor konval

## Galleri
|  |  |  |  |